# Gemaal Mijnden
Het Gemaal Mijnden is een gemaal dat water uit de Polder Mijnden naar de Utrechtse Vecht pompt.
Het gemaal werd in 1926 gebouwd in opdracht van het bestuur van het Waterschap Mijnden. De architect van het rechthoekige pand is H.A.J.F. Hissink (1864-1934). Het gemaal verving de Mijndense molen, die verder van de Vecht in de Polder Mijnden stond. Deze molen werd in 1971 gesloopt. 
Het gemaal wordt elektrisch aangedreven. De oorspronkelijke centrifugaalpomp, gemaakt door Werkspoor, is nog operationeel. Het gemaal wordt op afstand bediend. In de sloten zitten meters voor de waterstand en zodra het water te hoog komt, slaat de pomp automatisch aan. 
Het water in de Polder Mijnden staat 1,55 meter onder Normaal Amsterdams Peil (NAP) in de zomer en 1,65 meter onder NAP in de winter. Het water in de Vecht staat het hele jaar door op 0,4 meter onder NAP. De opvoerhoogte is daarmee zo’n 1,2 meter. 